# Ojitos hechiceros
 (avril 2019).
Ojitos hechiceros est une telenovela péruvienne diffusée du 20 février 2018 au 27 mars 2019 sur América Televisión.

## Distribution
| Acteur/Actrice           | Personnage                                                                                            |
| ------------------------ | --- |
| Melissa Paredes          | Estrella López Huamaní De Gallardo / Vda. de Quintanilla / "La soñadora"                              |
| Sebastián Monteghirfo    | Julio César "Juli" Gallardo García                                                                    |
| Emilram Cossio           | Nelson López Gavilán                                                                                  |
| Cielo Torres             | Sabrina Gómez Campos / "La superpoderosa"                                                             |
| Carolina Infante         | Flavia Huamaní Espinoza Vda. de López †                                                               |
| Miguel Ángel Álvarez     | Jeffrey "Mondonguito" Vega Ríos                                                                       |
| Nikko Ponce              | Edgar Gavilán Morales / "Gary"                                                                        |
| Óscar Carrillo           | Mario Gavilán Ortiz / "El Morocho Gavilán"                                                            |
| Liliana Trujillo         | Berenice García Tinoco de López / Vda. de Gallardo                                                    |
| Úrsula Mármol            | Luisa "Luchi" Morales Muñoz                                                                           |
| Martín Velásquez         | Rolando Gavilán Morales                                                                               |
| Nicolás Galindo          | Jair Gómez Campos / "El Bambam" / El Rey Bambam †                                                     |
| Silvia Bardales          | Isabel "Chabelita" Campos Tenorio de Gómez                                                            |
| Andrea Fernández         | "Wanda" Quispe Ramos de Vargas / Div. de Abanto                                                       |
| Alonso Cano              | Alcides Abanto Rojas / Div. de Quispe                                                                 |
| Gina Yangali             | Nataly Gavilán Morales                                                                                |
| Gilberto Nué             | Alipio López Gavilan †                                                                                |
| Rodrigo Sánchez Patiño   | Joao Quintanilla Loayza †                                                                             |
| Maricielo Effio          | Clarisa Gómez Saldaña / Div. de Gallardo †                                                            |
| Gabriela Velásquez       | Doña América Gavilán Salas Vda. de López                                                              |
| Briana Botto             | Aurora Gómez Campos                                                                                   |
| Pablo Heredia            | Alejandro "Jano" Reyes Fernández / "El Gaucho" / "Gauchurro" / "El Príncipe de la Bailanta Argentina" |
| Laly Goyzueta            | Nicole Álvarez Quispe Vda. de Zambrano                                                                |
| Joaquín de Orbegoso      | Andrés Luján Portillo †                                                                               |
| Ximena Palomino          | Belén Zambrano Álvarez                                                                                |
| Daniel Neuman            | Carlomagno Vargas Moll                                                                                |
| Daniela Rodríguez Aranda | Rosalinda Calderón                                                                                    |
| Aitana Goicochea         | Kiara Quintanilla López                                                                               |
| Fabián Calle             | Kevin Gallardo Gómez                                                                                  |
| Mateo Salazar            | Roberto "Bobby" Quintanilla López                                                                     |
| Keyla Mariselli          | Carmen Rosa Vargas Quispe / Abanto Quispe                                                             |
| Fernando Fermor          | Comandante Abel Gutiérrez Montes                                                                      |
| Sylvia Majo              | Maria Francisca "Panchita" Pomar Ramírez Vda. de Rivera †                                             |
| Micky Moreno             | Lester Navarro Gallegos                                                                               |
| Víctor Machengo Mendoza  | Arnold                                                                                                |
| David Serván Rojas       | Justin                                                                                                |
| Valkiria Aragón          | Katiuska                                                                                              |
| Jorge Bardales           | Dylan Reyes Castro                                                                                    |
| Luis Rosadio Flores      | Camilo                                                                                                |
| Trilce Cavero            | Rosa "Rosita"                                                                                         |
| Manolo Rojas             | Domingo Contreras Soto                                                                                |
| Alana La Madrid          | Irma Calderón Ramos †                                                                                 |
| Cath Aguilar             | Fiscal Donatela Díaz                                                                                  |
| Verónica Álvarez         | Sasha Morales Gutiérrez                                                                               |
| Gustavo Mayer            | René Palacios Cárdenas                                                                                |
| Mónica Domínguez         | Fiscal Cecilia Choquevilca                                                                            |
| Homero Cristalli         | Damián                                                                                                |
| José Manuel Lázaro       | Oliver Carpio Cárdenas †                                                                              |
| Bruno Espejo             | Derek Salazar Borjas / "Alfa" †                                                                       |
| Lucecita Ceballos        | Dalila Monzón                                                                                         |
| Manuel Baca              | Emerson                                                                                               |
| Janet Barboza            | Daysi Cuevas                                                                                          |
| Claudia Vergara          | Carmen Rosa Del Águila                                                                                |
| Pold Gastello            | Manuel "Manolo" Caporal                                                                               |
| Enrique Daniel           | Nick                                                                                                  |
| Andrés Avel              | Servando                                                                                              |
| Carla Gamero             | Julia                                                                                                 |
| Arianna Fernández        | Karina                                                                                                |
| Tati Alcántara           | Dorita                                                                                                |
| Mariano Sábato           | Claudio Reyes Fernández                                                                               |
| Silvana Cañote           | Emilia Pérez                                                                                          |

### Sources
- (es) Cet article est partiellement ou en totalité issu de l’article de Wikipédia en espagnol intitulé « Ojitos hechiceros (telenovela) » (voir la liste des auteurs).